# Pobreza en la Galitzia austriaca

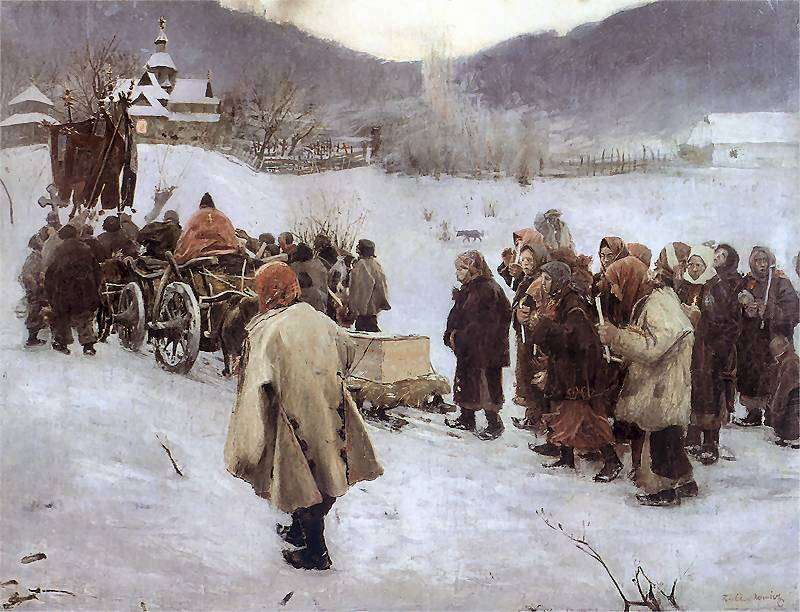
Funeral en Galitzia de Teodor Axentowicz, 1882

La pobreza en Galitzia era extrema, sobre todo a finales del siglo XIX. Las razones eran el escaso interés en la reforma por parte de los grandes terratenientes y del gobierno austriaco, el crecimiento de la población que daba lugar a cada vez más pequeñas parcelas para los campesinos, la falta de educación, las técnicas agrícolas primitivas y un círculo vicioso de desnutrición crónica, hambrunas y enfermedades que reducían la productividad. La pobreza en la provincia estaba tan extendida que el término "miseria galitziana" (en polaco: nędza galicyjska) o "pobreza galitziana" (bieda galicyjska) se convirtieron en proverbial, y la pobreza y las hambrunas regulares en la región se comparaban a menudo con la situación de la Irlanda británica.

## Causas y factores contribuyentes

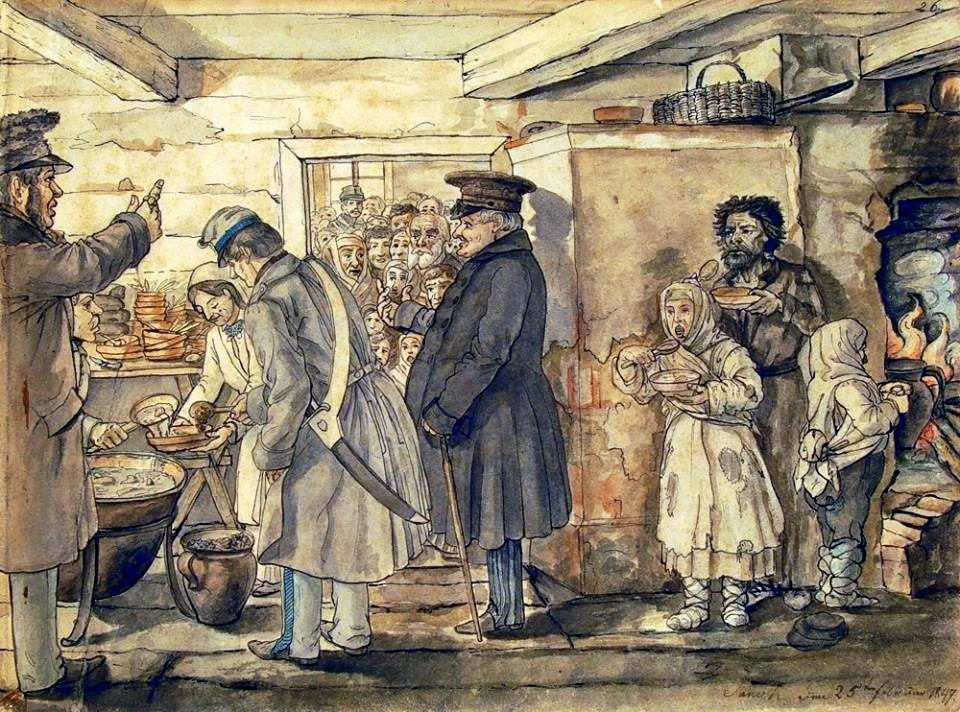
Distribución de alimentos a los pobres de Galitzia, de Jan Gniewosz (Sanok, 1847)

Austria-Hungría no consiguió crear las redes de transporte necesarias para el desarrollo de las industrias y los mercados en todo el imperio. A diferencia de la Alemania imperial, los Habsburgo eran hostiles a la idea de construir sistemas ferroviarios en las provincias, y seguían fijados en su propia metrópoli. En la década de 1860, toda la Bohemia austriaca estaba servida por una sola línea. El emperador Francisco se opuso a que se construyeran más líneas "para que no llegara la revolución al país". Los ferrocarriles eran de propiedad privada en Austria-Hungría antes de 1881, y sólo fueron adquiridos gradualmente por el interés estatal cuando se produjo el estallido de la Primera Guerra Mundial. Los bancos vieneses -escribió Clive Trebilcock, de Cambridge- estaban explotando las llanuras cerealistas del este [de Galitzia] al estilo totalmente colonial.
Las nuevas fronteras estatales habían aislado a Galitzia de muchas de sus rutas comerciales tradicionales y de los mercados de la esfera polaca, lo que provocó un estancamiento económico y el declive de las ciudades. Lviv perdió su condición de centro comercial importante. Tras un breve periodo de inversiones limitadas, el gobierno austriaco inició la explotación fiscal de Galitzia y vació la región de mano de obra mediante el reclutamiento en el ejército imperial. Los austriacos decidieron que Galitzia no debía desarrollarse industrialmente, sino seguir siendo una zona agrícola que sirviera de proveedor de productos alimenticios y materias primas a otras provincias de los Habsburgo. Se instituyeron nuevos impuestos, se desalentaron las inversiones y se descuidaron las ciudades y los pueblos.

### Educación
La educación se quedó atrás, con solo el 15% aproximadamente de los campesinos asistiendo a algún tipo de escuela, lo que significa que pocos campesinos tenían las habilidades para seguir otras carreras. Incluso si lo lograban, ninguna gran ciudad de Galitzia (Cracovia o Lviv) era un centro de industria significativa, lo que ofrecía a los campesinos pocas alternativas a su profesión. El gobierno imperial austríaco no mostró absolutamente ningún interés en la escolarización y por las reformas posteriores como la industrialización, lo que trastocaría el sistema en el que Galitzia se convirtió en un proveedor barato de productos agrícolas para el Imperio, y un mercado de bienes industriales inferiores, situación rentable tanto para el gobierno como para los terratenientes. El gobierno austríaco trató a Galitzia como una colonia que podría ser tratada como otro país distinto, y la sobrecargó en lugar de invertir en ella. En la poca industria que tenía Galitzia, una de las ramas locales más importantes (alrededor de un tercio del total) era la elaboración de alcohol, lo que explotaba y empobrecía aún más al campesinado. El alcoholismo fue un problema social importante.
La productividad agrícola de los campesinos de Galitzia era una de las más bajas de Europa, debido al uso de técnicas agrícolas primitivas, muchas poco diferentes a las utilizadas en la Edad Media. La situación en el norte de Galitzia (polaco) se vio agravada por la falta de buenas tierras y la creciente población, lo que resultó en la disminución constante del tamaño de la parcela de un campesino individual.  Más del 70% de la población de Galitzia vivía de la tierra. En la segunda mitad del siglo XIX, con solo un aumento marginal de la tierra cultivable (alrededor del 7%), la población de campesinos se duplicó. En 1899, el 80% de las parcelas tenían menos de 5 acres (2 ha), y muchos no pudieron cultivar suficientes alimentos en sus parcelas para mantener a sus familias. La superpoblación en Galitzia ha sido tan severa que ha sido descrita como el lugar más superpoblado de Europa, y comparado con India y China.
La emancipación de los siervos en 1848 no mejoró significativamente su situación, ya que los grandes terratenientes locales (que poseían el 43% de las tierras cultivables en 1848) les daban trabajos mal pagados, lo que no contribuyó a mejorar el bienestar de los campesinos respecto a las relaciones feudales anteriores. Debido a otros cambios en la ley, los campesinos también perdieron el acceso a muchos bosques y pastos, que los grandes terratenientes intentaron asegurarse.

## Resultados
Como resultado de la pobreza en Galitzia, los campesinos estaban demasiado desnutridos para trabajar adecuadamente y tenían poca inmunidad a enfermedades como el cólera, el tifus, la viruela y la sífilis. Stauter-Halsted describe un círculo vicioso en el que los campesinos trabajaban "en letargo porque [estaban] inadecuadamente alimentados y [no vivían] mejor porque [trabajaban] demasiado poco". Frank cita a Szepanowski: "cada habitante de Galitzia hace la cuarta parte del trabajo de un hombre y come la mitad de la comida de un hombre". Las hambrunas casi constantes, que provocaban 50.000 muertes al año, han sido descritas como endémicas. Muchos campesinos estaban muy endeudados y habían perdido sus tierras a manos de los prestamistas. La mayoría de ellos eran judíos, lo que provocó resentimiento y un creciente antisemitismo.
La miseria de los campesinos de Galitzia fue destacada por varios activistas como Iván Frankó, y en varias publicaciones, como Escasez y Hambruna en Galitzia de Roger Łubieński (1880). Stanisław Szczepanowski publicó en 1888 la todavía citada Miseria de Galitzia en cifras y su expresión «miseria galitziana» o «pobreza galitziana» (nędza galicyjska o bieda galicyjska) se convirtió en una descripción proverbial de Galitzia, caracterizando la economía deprimida de la región.
En respuesta a la pobreza y a la falta de reformas, muchos campesinos optaron por emigrar. Este proceso comenzó en la década de 1870 con unos pocos miles, luego emigraron más de 80.000 en la década de 1880, unos 340.000 en la década de 1890, y un número aún mayor en la década de 1900. Davies señala que desde mediados de la década de 1890 hasta 1914 (el comienzo de la Primera Guerra Mundial), al menos dos millones de personas abandonaron Galitzia, con al menos 400.000 sólo en 1913. Harzig da una estimación de 3 millones. Los años 1911-1914 podrían haber visto la emigración del 25% de la población. Una parte de la emigración fue local, hacia las zonas más ricas y la cercana Bucovina; otros se trasladaron a Bohemia, Moravia, Silesia u otras provincias de Austria, Prusia y Rusia (incluida la Polonia rusa). Un número cada vez mayor emigró a los Estados Unidos (Herzig señala que quizás hasta 800.000 de sus 3 millones estimados).

## Comparaciones
Norman Davies señaló que la situación en Galitzia era probablemente más desesperada que en Irlanda, y que Galitzia era probablemente "la provincia más pobre de Europa". Efectivamente, Galicia era la más pobre de las provincias austriacas y notablemente más pobre que Europa occidental. En 1890 el producto per cápita, en dólares de 2010, para Galitzia era de 1.947 dólares. En cambio, el producto per cápita en Austria era de 3.005 dólares y en Bohemia de 2.513 dólares. Galitzia no era tan pobre como Hungría oriental, cuyo producto per cápita era de 1.824 dólares y Croacia-Eslavonia, cuyo producto per cápita en dólares de 2010 era de 1.897 dólares. El producto per cápita de Galitzia era casi idéntico al de Transilvania, que era de 1.956 dólares en 2010. La tasa de crecimiento anual de Galitzia entre 1870 y 1910 fue del 1,21%, ligeramente inferior a la media imperial del 1,5%. En comparación con otros países, el producto per cápita de Galitzia en 1890, de 1.947 dólares en 2010, era tres veces menor que el del Reino Unido (6.228 dólares) y menor que el de todos los países del noroeste de Europa. Sin embargo, era superior al de Portugal (1.789 dólares), Bulgaria (1.670 dólares), Grecia (1.550 dólares), Rusia (1.550 dólares) y Serbia (1.295 dólares).